# Fredericksburg (Teksas)
Fredericksburg je grad u američkoj saveznoj državi Teksas. Prema popisu stanovništva iz 2010. u njemu je živjelo 10.530 stanovnika.